# 老津神社
老津神社（おいつじんじゃ）は、愛知県豊橋市老津町に鎮座する神社である。

## 祭神
- 五男三女神
  - 正哉吾勝勝速日天忍穂耳命
  - 天之菩卑命
  - 天津日子根命
  - 活津日子根命
  - 熊野久須毘命
  - 多紀理毘売命
  - 市寸島比売命
  - 田寸津比売命
- 天照皇大御神
- 素盞嗚命
- 大山祇神

## 由緒
老津神社は、『三河国大津名蹤綜録』によれば824年（天長元年）に近江国より八王子権現を勧請して創建されたと伝わる。
987年（永延元年）には阿弥陀堂を、1172年（承安2年）には諸堂伽藍を建立したが、その後村内の安養寺境内に移した。
『皇大神宮建久己下古文書』によれば、940年（天慶3年）の勅願に依り三河国大津保（現在の老津）を伊勢二宮（外宮と内宮）の新しい封戸とすることを1185年（文治元年）付で諸国に官符を下したとあり、神領の管理者として1192年（建久3年）に伊勢国度会郡中村より中村治郎左衛門が補任してきた。
1601年（慶長6年）、城主戸田金左エ門より御供田10石、また伊奈忠次より黒印9石が寄せられた。1648年（慶安元年）以降は徳川将軍より朱印9石が明治維新まで寄せられた。
1869年（明治2年）、神仏分離令により八王子権現から八所社と改称、1874年（明治7年）村社に列し、1907年（明治40年）供進指定社となり、1910年（明治43年）郷内の三島社と神明社を合祀し、同年老津神社と改称する。

## 境内社
- 稲荷社 - 倉稲魂命
- 天神社 - 菅原道真
- 鍬山社 - 伊佐波止美命、玉柱屋姫命
- 西宮社 - 蛭子命
- 山之神社 - 大山祇神
- 塞神社 - 八衢比古命、八衢比女命
- 熊野社 - 伊弉諾命、速玉之男命、事解男之命
- 岩谷社 - 磐裂命、根裂命
- 若宮社 - 罔象女命、大綿津見命
- 秋葉社 - 火遇突智神
- 今宮八幡社 - 戸田実興、戸田光忠
- 御霊社 - 戦没者の御霊

## 例祭
例祭は10月第1土曜日に斎行される。

## 交通
- 豊橋鉄道渥美線・老津駅より徒歩5分